# Antonio di Padova (film)
Antonio di Padova è un film del 1949 diretto da Pietro Francisci.

## Trama
Il film narra la biografia del celebre santo di origine portoghese.

## Distribuzione
Venne distribuito nelle sale cinematografiche italiane nel giugno del 1949.